# Roni Size

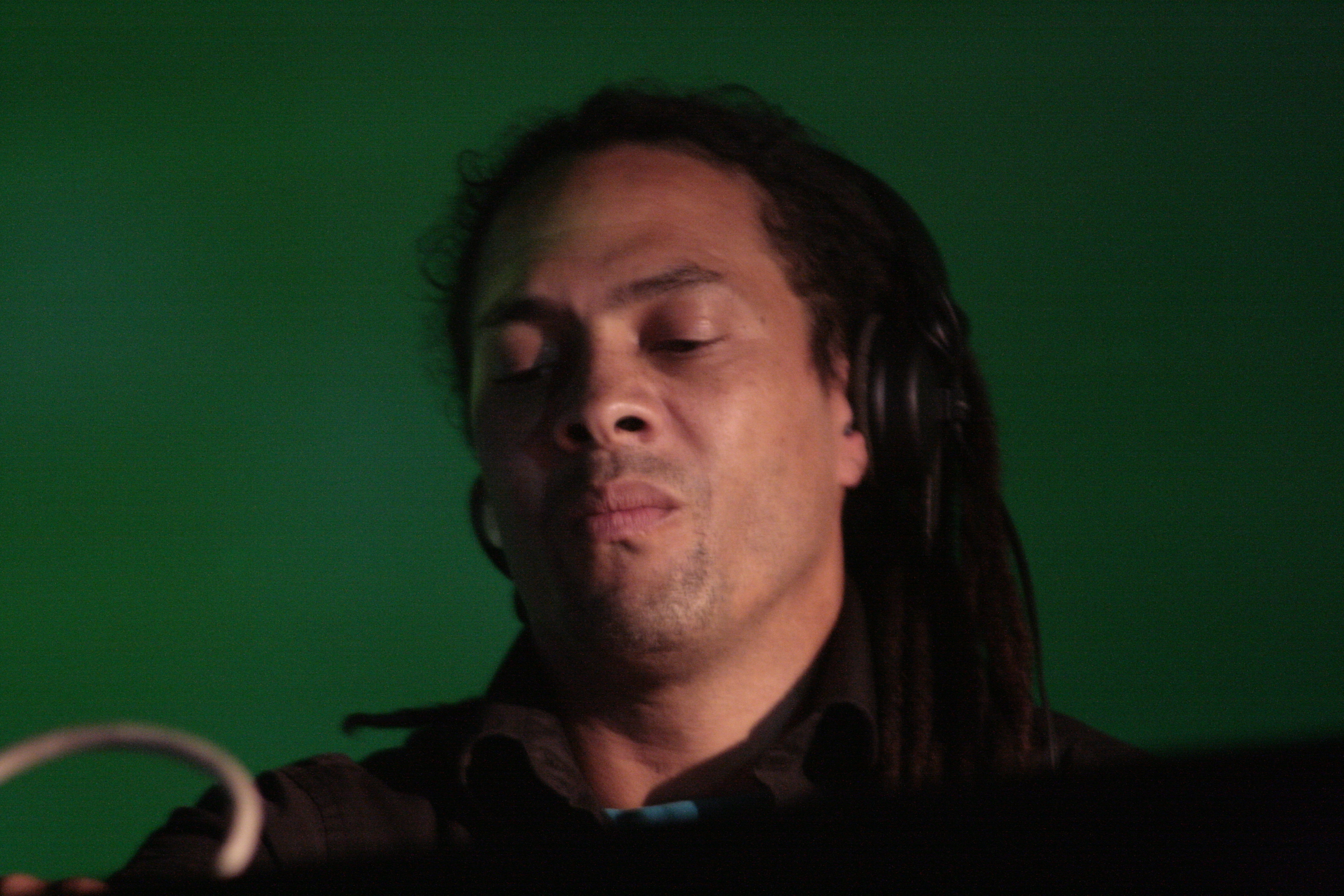
Roni Size in 2009

Roni Size (pseudoniem van Ryan Williams) (Bristol, 29 oktober 1969) is een Brits artiest en dj in de drum 'n' bass-scene. Hij werd bekend in 1997 toen hij Reprazent oprichtte, een drum-'n'-bass groep die live drum-'n'-bass speelde. Datzelfde jaar won Reprazent de Mercury Prize voor het album New Forms.

## Biografie
Williams bracht zijn jeugd door in St Andrews, een voorstad van Bristol, waar reggae de belangrijkste inspiratiebron vormde voor zijn latere muziek. Hij werd op zijn zestiende van school gestuurd en woonde houseparty's bij die in Bristol gehouden werden. Deze tijd gold als de begindagen van de house en hij trok zich op aan de voorgangers van Massive Attack. Hier leerde hij hoe hij platen moest produceren en zette hij zijn eigen studio op.
Roni Size en Reprazent traden in 1998 op op Pinkpop alsook op de editie 2008 van Rock Herk.
Samen met DJ Die en Leonie Laws vormde Roni Size Breakbeat Era.
In 2004 is hij betrokken bij het project Two Culture Clash. Hierop werken danceproducers als Justin Robertson, Philippe Zdar en Jon Carter samen met reggae artiesten. Hij werkt erop samen met Spragga Benz.
In 2015 maakte hij voor Michael Woods en Sam Obernik een radioversie van de single Get Around. 

## Discografie
- 1995 Music Box
- 1997 New Forms
- 1999 Ultra-Obscene met DJ Die als "Breakbeat Era"
- 2000 Through the Eyes
- 2000 In the Mode
- 2002 Touching Down
- 2005 Touching Down, Vol. 2
- 2005 Return to V
- 2008 New Forms²
- Dirty Beats
- Share The Fall
- Triphop Drum and Bass
- Circles Remix
- Sing
- Switchblade

## Bekende nummers
- Dirty Beats
- Beatbox
- Panashapan
- Who Told You
- Brown paper bag

- Bibliothèque nationale de France: cb13997868h (data)
- Gemeinsame Normdatei: 135048621
- International Standard Name Identifier: 0000 0000 7839 483X
- Library of Congress Control Number: n2002076023
- MusicBrainz: 2eeba1d4-f67d-45be-a22e-ab73e925aa43
- Nationale Bibliotheek van Israël: 987007418476505171
- Système universitaire de documentation: 132224399
- Virtual International Authority File: 60906749
- WorldCat: E39PBJdWMkbKXxbH3HC68Ddmh3